# りびんぐゲーム
『りびんぐゲーム』は、星里もちるによる日本の漫画。東京の住宅事情を描いたコメディ。1990年10月から1993年4月まで『ビッグコミックスピリッツ』（小学館）にて連載された。

## あらすじ
主人公の不破雷蔵は、手狭なアパートに嫌気がさし憧れの広い賃貸マンションに引越ししてきた独身サラリーマン。そして会社の事務所も手狭になり移転する当日、移転先のビルが手抜き工事により入居が出来なくなり、急遽会社が雷蔵の自宅に引越ししてきてしまったことでアパートの大部分を会社に占領されてしまう。さらに社長の親友の娘、氷山一角が入社の為に上京してくるが、なんと彼女は中卒の15歳の少女だった。手違いで一角が入居してしまったアパートは老朽化で取り壊し予定だったために、行き先を失い雷蔵が引き取ることに。そこに雷蔵の元恋人の兼森時子が夫婦喧嘩で家出してくる。かくして、自宅に同僚少女と元カノとさらに会社という極端な人口密度の奇妙な同居生活が始まった。
バブル景気期の住宅事情を背景に三角関係とラブコメを織り交ぜながら、理想的な住宅探しという物語が連載開始されたが、連載中にバブル崩壊が起こったため住宅事情は激変してしまい、内容も大幅に変更せざるを得なくなったと作者は語っている。

## 登場人物
主人公とヒロインの名前は四字熟語、ことわざをもじったものである。

### ナミフクDMサービス
不破雷蔵（ふわ らいぞう）
本作の主人公。東京在住の中小企業に勤める会社員。静岡県出身。4人兄弟の次男で、下に妹が2人。祖母と両親と犬のセバスチャン。昭和40年2月22日生まれで物語開始時点の年齢は25歳。狭い自宅に嫌気が差し、東京都中野区（中野町あるいは中町という架空の地名）にある広いアパートに引っ越すが、自室に会社が居候してしまい、ついでに同僚の少女・いずみを引き取る羽目になり、奇妙な同居生活を始める。流されやすい性格だが責任感は強い。ただ毎日がダラダラと過ぎていく生活を送っていたが、物語中盤でバブル崩壊により会社が倒産し、人生のやり直しを余儀なくされることになる。同居人であるいずみには好意を抱くが、相手の15歳という年齢と、時々不破の家に転がり込む元恋人・時子の存在により自分の意思をなかなか示せなかった。陶芸家を目指していた過去がある。よく社長と肩を組み、デモ隊のようなのポーズをとることが多い。半袖の背広（省エネルック）を着用している。
氷山一角（ひやま いずみ）
本作のヒロイン。単身島根県から上京してきた少女。昭和50年3月30日生まれで物語開始時点の年齢は15歳。実家には医師をしている父と再婚した義母と異母弟がいる。バイオリンを習っていたが、4歳の時に実の母親と死別し、それによりバイオリンを止めざるを得なくなった。雷蔵が勤める会社「ナミフクDMサービス」に見習として入社。未成年だが酒好き。天真爛漫だが頑固。実家を避けている。自分の居場所が無くなることを極度に恐れる。手違いで取り壊し寸前のアパートに入居してしまったため行き場を失い、ナミフクの社長の発案で雷蔵の部屋に同居することになる。当初から雷蔵に恋心を抱き、雷蔵に女の噂が出るたびに激しく嫉妬し、衝突する。ある事情により地元の名門女子高を中退し、東京に逃げてきた過去があったが、雷蔵を含めたナミフク社員には「社長の親友の娘という縁故採用で中卒」とのみ説明されていた。後に雷蔵はその事情と真正面から向き合うこととなる。本文中では自己紹介時を除き、常にひらがなで名前表記される。物語序盤では、彼女の氏名から「ひょうざんいっかく」と読み間違えられることがよくあった。
ナミフクの社長
雷蔵が勤めるナミフクDMサービスの女社長。借家住まいで2人の息子の母親。ヘアバンドに眼鏡を掛けているのが特徴。砕けた性格で、世話好き。いずみの継母の親友で、そのつてでいずみの東京暮らしの面倒を見ることとなる。雷蔵の部屋をオフィスにし、いずみを居候させた張本人。青少年保護条例があるから、いずみに手を出さないよう雷蔵に対して釘を刺しているが、連載当時の東京都の条例では禁止されていない（禁止されるのは連載終了から10年以上経った2005年（平成17年）6月以降 ）ことを彼女は知らなかった。よく雷蔵と肩を組み、デモ隊のようなポーズをとることが多い。
難波（なんば）
ナミフクDMサービスの女性社員。コンピューターとデザイン担当。几帳面で、雷蔵の自宅でありながら会社ということであれこれ指図する。それが元で雷蔵とはよく口喧嘩になる。年齢不詳。衣服は常に黒で自宅や風呂でもサングラスを掛けており、完全に素顔を晒したことは連載中1回のみ（社員旅行で露天風呂に入った際。また、左目の下に泣き黒子があることが判明）。嫌煙家。
一石次男（いっせき つぎお）
ナミフクDMサービスの男性社員。昭和36年生まれ。営業その他担当。眼鏡をかけている。お見合いをしない主義だったが、ナミフクの社長が先方の希望により雷蔵に持ってきたお見合いの相手・仁藤に一目惚れしたため、雷蔵を名乗って見合いをする。相手が大量の蛇を飼っていることで一度は断念したが、年齢差と趣味の障害を克服して結婚に漕ぎ付ける。
千里（せんり）
ナミフクDMサービスの男性社員。昭和24年生まれ。経理担当。一石同様、眼鏡をかけている。

### 雷蔵の周辺人物
兼森時子（かねもり ときこ）
雷蔵の元恋人。物語開始時点の年齢は25歳。雷蔵を「雷ちゃん」と呼び、同棲し結婚を意識する仲だったが、雷蔵が陶芸家の道を断念したのをきっかけに別れる。結婚式で再会し「友人」としてよりを戻し、夫婦喧嘩のたびに家出して雷蔵の部屋に泊まりに来る。悪気もなく周りを騒動に巻き込むが、家事能力は全般的に高く、いずみにも家事を仕込み、逆境の夫を支えるという頼れる一面もある。眠る時に隣の人に抱きつく癖がある。
兼森万夫（かねもり みつお）
時子の13歳年上の夫で物語開始時点の年齢は38歳。建設会社「兼森開発」を経営する敏腕の実業家。仕事が多忙で滅多に帰宅しないが、妻を溺愛しており、妻への対応は子供じみていることもある。しかし私情と事業は完全に分離する主義。そのため頻繁に夫婦喧嘩になり、時子に家出をされる。かつて石橋幸子とは恋仲だったが、年齢差を理由に別れざるをえなくなった。後に時子の家出がきっかけで再会する。
駒田（こまだ）
兼森の有能な秘書。兼森の才覚に惚れ、兼森開発と浮沈を共にする。兼森も彼の能力を非常に高く買っている。普段は口数が少ないが、ここぞという場面ではハッキリ物を言う。
田之倉康伸（たのくら やすのぶ）
ナミフクのダイレクトメールの宛名書きの内職の仲介をする老人。妻は死別し、息子と娘は独立している。頑固で昔気質の江戸っ子。人は良いのだが照れ屋で、それを隠すために口が悪い。癇癪を起こして誰にでもステッキを振り回すが、雷蔵とは喧嘩が絶えないものの馬が合う。若いころ15万円で購入した土地にその時に建てた建物に物語途中まで住んでいた。最寄り駅は京王線千歳烏山駅で、そこからバス。バブル期の弊害を浴びた者の一人で、物語当初は地価に捕らわれた不動産会社や身内との人間関係に嫌気が差し、一度は雷蔵に自らの土地権利書を譲ろうとまでしていたが、結局バブル崩壊後は地震で自宅が壊れ、跡地を駐車場として貸し出す羽目になり、その収入でアパートを借りて生活をしている。

### 島根県・いずみの関係者
氷山直樹（ひやま なおき）
いずみの父親。島根で「氷山医院」という開業医（内科・外科・小児科）を営んでいる。現在のいずみの境遇の元凶となった人物。
一人娘のいずみをいずれは跡継ぎにと考え、熱心に教育していたが、再婚して息子（勇太）が生まれるとその期待は息子へと移り、いずみへの関心がなくなる。いずみの高校進学先を勝手に決めて強制し、それが決定打となっていずみは成績不良など素行が悪くなっていく。ラブホテルでの補導事件後、福永に対して暴行を振るい、その傷害事件が、いずみが高校を中退して上京する要因となった。
いずみの継母
いずみの父の再婚相手で勇太の母親。いずみとは特に確執はなく、普通に家族として接している。ナミフク社長とは親友同士でいずみのことを彼女に託した。
氷山勇太（ひやま ゆうた）
いずみの異母弟。6歳。聡明で礼儀正しく素直な子供で、姉のいずみのことが大好き。初対面の雷蔵とも打ち解けた。雷蔵と直樹のいずみに関する会話を寝ても起きて知ろうとするなど姉思い。
福永（ふくなが）
いずみの中学時代の同級生。出来の良い兄と姉にコンプレックスがあり、似たような境遇のいずみと惹かれあう。やや粗暴だが一途で熱い性格。過去に家出したいずみとラブホテルへ行き、出てきたところを不純異性交遊で二人とも補導される。その数日後にいずみの父、直樹に「殺されかけた」と比喩するほど暴行され（このとき直樹は「泣きながら」殴っていたため、福永自身も正当防衛は困難だった）、額に5針縫った傷痕がある。

### その他
石橋幸子（いしばし ゆきこ）
雷蔵の住む最初のアパートの大家。話の分かる女性だが、相撲と男女間のことは厳しい。28歳時にはOLをしており、10歳年下の貧乏学生だった兼森万夫とは恋仲だったが、年齢差を理由に一緒になることを諦めた過去がある（男女間に厳しいのはそのため）。旧姓は不明。
雷蔵と万夫の相撲対決時には雷蔵が八百長をしたことを指摘した。自宅兼会社にしている雷蔵に対して「複数の女性を連れ込んでいる」と言い掛かりをつけた上、万夫との相撲対決で八百長したことから「八百長男」と呼び非難する。果てにはアパートを出ていくことを通告したが、いずみが「自分が出ていく」と告げたのを前後して、本人かどうかを確かめるために度々顔を近づけてきた万夫が自身の経歴を述べたことで初めて再会を果たし、その時の恋愛事情を思い出して周囲の空気に根負けして自身の非を認め折れた。その代わり、いずみが16歳になったら雷蔵と結婚することを後押しし、そのための新居を用意した（しかし、当時2人の仲は進展しておらず、その話は流れてしまう）。
堀井（ほりい）
いずみが最初に入居したアパートの隣室の住人。多額の借金を抱えて逃げ回っているものの、うまくピンチをかいくぐるしたたかな性格。
玉井健吾（たまい けんご）
堀井の借金を取り立てに来たヤクザ。パンチパーマが特徴。無関係のいずみたちには親切で、いずみにいい人だと誤解されていたが、堀井を捕まえた途端にヤクザの本性を顕わにして堀井の身包みを全て奪い取り、非難するいずみに「嬢ちゃんでも取り立てる時は同じ目に会わせる」と言い放ち、世間知らずのいずみに最初のカウンターパンチを喰らわせた。
仁藤萌子（にとう もえこ）
ナミフクの社長の同級生。美人で若く見える（雷蔵のひとまわり以上年上であることがお見合いのエピソードで語られている）。お金持ちで持ちマンションの6LDKに住んでいる。爬虫類好きで自宅で大量の蛇を飼っていることが影響し、結婚相手に恵まれなかった。ナミフクの社長に見合い相手の紹介の話が回ってきた。若い男を希望ということで社長は雷蔵を紹介するはずだったが、一石が一目惚れしてしまい、雷蔵を騙って交際を開始してしまう。その後逢瀬を重ね、一石と結婚。
倉本陶子（くらもと とうこ）
雷蔵のアパートの階下に兄と同居している。芸術家の一家で、チェロ奏者であるが満足いく演奏が出来ていない。近所でチェロ教室を開いている。雷蔵に好意を持ち、同棲している雷蔵といずみのことが気になり、2人の関係が進まないか気を揉んで妨害する。雷蔵自らからいずみへの気持ちを聞き彼を諦め、チェロを用いてまでいずみに執心する大志を芸術家の性分から諌める。
倉本大志（くらもと たいし）
昭和42年生まれ。千葉県出身。チェロ奏者。酒に酔うと口説き魔になり同棲を持ちかける。物事を悪く考えてしまうことが多く、チェロの腕は悪くないものの精神状態が演奏を左右する。いずみが自分に必要だと考え、妹の妨害工作に協力する。その後も彼女を諦めきれず、チェロを用いての「実験」でいずみを強引に手に入れようとするも、陶子に止められてしまい、彼女を諦める。
杉田ひとし（すぎた ひとし）
設計士。建築会社が自分の設計した通りに建設しないことに苛立つ。建築に関して信念を持ち、生きる幸せを住まいで実現することを真剣に考えている。しかし設計と違う現場では勝手に入り込んで作業していくので、業者には煙たがられている。また、強い信念は時として施主とも対立してしまうこともあった。ナミフクの入居先だったビルは杉田の初めての設計だった。雷蔵の杉田との出会いは雷蔵の人生に大きく影響を与えることになる。
渡辺（わたなべ）
杉田の同僚で恋人。結婚も同棲もしていないが似たもの夫婦。愛称はドジ子。
友井達郎（ともい たつろう）
雷蔵の高校時代の同級生。静岡県富士市に在住。友井家は名士として通っている。結婚を機に家を建てることとなった。建物は親の結婚祝いだが、土地は自分で買った。
友井日出子（ともい ひでこ）
達郎の妹。愛車はホンダNSX。雷蔵の2歳年下で、高校生時代に雷蔵に憧れていた。その後、親の縁で製紙会社の御曹司と見合いし婚約するが、結婚直前に相手の会社が倒産した。それでも当人同士はそのまま結婚する約束をしていたが、結婚前日に相手に逃げられてしまった過去がある。
七瀬（ななせ）
いずみのバイト先の先輩。年齢は18歳から20歳くらいの女性。演劇を志望していてオーディションに合格し、バイトを辞めていった。将来を考えず給料のためだけに働いていたいずみに将来を考えるきっかけとなる。
鈴木モモコ（すずき ももこ）
いずみがバイト先で知り合う少女。店長は1週間で来なくなると予想し、仕事中は半分寝ているような状態だが、恋人のことになると真剣になる。いずみは彼女を通して大検の制度を知り、人生のやり直しのために大検に挑戦する決意をする。
名取学（なとり まなぶ）
田之倉が引っ越した先のアパートの隣の部屋に住んでいる浪人生。いずみの3歳年上で、いずみに一目惚れするが、社会の荒波にもまれたいずみにとっては弟感覚。純情で一途だが頼り甲斐がない。田之倉といずみとの3人で住む決意をする。

## 単行本
通常版：いずれも小学館ビッグコミックスで、全10巻。全巻、本体485円+消費税（3%）で500円。現在絶版。下記オンデマンド版のほか、電子書籍としても復刻されている。
1. 1991年7月 ISBN 4-09-182641-5
2. 1991年9月 ISBN 4-09-182642-3
3. 1991年2月 ISBN 4-09-182643-1
4. 1992年3月 ISBN 4-09-182644-X
5. 1992年6月 ISBN 4-09-182645-8
6. 1992年10月 ISBN 4-09-182646-6
7. 1993年1月 ISBN 4-09-182647-4
8. 1993年2月 ISBN 4-09-182648-2
9. 1993年4月 ISBN 4-09-182649-0
10. 1993年5月 ISBN 4-09-182650-4

オンデマンド版：いずれも発行所、初版発行日付は通常版に准ずる。コンテンツワークスによる販売で、全巻、本体900円+消費税（8%）で972円。通常版の簡易装丁復刻版。
1. ISBN 4-09-002888-4
2. ISBN 4-09-002889-2
3. ISBN 4-09-002890-6
4. ISBN 4-09-002891-4
5. ISBN 4-09-002892-2
6. ISBN 4-09-002893-0
7. ISBN 4-09-002894-9
8. ISBN 4-09-002895-7
9. ISBN 4-09-002896-5
10. ISBN 4-09-002897-3

文庫版：いずれも小学館文庫から発行されており、全7巻。全巻、本体581円+消費税（5%）で610円。現在絶版。
1. 1997年7月 ISBN 4-09-192231-7
2. 1997年7月 ISBN 4-09-192232-5
3. 1997年8月 ISBN 4-09-192233-3
4. 1997年8月 ISBN 4-09-192234-1
5. 1997年9月 ISBN 4-09-192235-X
6. 1997年10月 ISBN 4-09-192236-8
7. 1997年10月 ISBN 4-09-192237-6

廉価版：いずれもマイファースト・ビッグスペシャルから発行されており、全6巻。全巻、本体476円+消費税（5%）で500円。現在絶版。
1. 2008年9月 ISBN 4-09-108873-2
2. 2008年10月 ISBN 4-09-108890-2
3. 2008年11月 ISBN 4-09-107008-6
4. 2008年12月 ISBN 4-09-107014-0
5. 2009年1月 ISBN 4-09-107027-2
6. 2009年2月 ISBN 4-09-107037-X

## イメージアルバム
東芝EMI/ユーメックス
りびんぐゲーム オリジナルアルバム（TYCY-5275）
1993年に東芝EMIから本作のイメージアルバムが発売された。製作はユーメックス。本作をイメージしたインストゥルメンタル・ボーカル曲あわせて9曲を収録。アーティストはPROJECT MOONLIGHT CAFE、MOJO、宝野アリカなどが参加。

## 備考
- 劇中の日時では1990年10月もしくは11月（いずみが上京したのは11月）から1993年3月31日（いずみの18歳の誕生日の翌日）までで、連載の期間とほぼ一致する。
- 『わずかいっちょまえ』最終話に、不破雷蔵と氷山一角らしき二人が通行人として登場している。
- 「プライベートな空間である自室に他人が上がり込んでくる」という設定は後年の『ルナハイツ』『怪獣の家』にも共通している。
- 氷山一角の出身地を島根にした理由は、第1話での不破雷蔵の台詞にもあるように「具体的なイメージがない地域」であることが、ヒロインのミステリアスな過去を描くのに（先入観を抱かれず）都合が良かったという趣旨の発言を、山陰中央新報のインタビュー記事で作者がしている。
- 一角と雷蔵が初めて会った場所にある待ち合わせの目印として有名な「上野駅の大きなジャイアントパンダの像（巨大なぬいぐるみ）」は、連載当時には駅のコンコースに置かれていた。しかし、現在は「上野駅の改札の外」に置かれている。
- 単行本1巻の巻尾には、筆者の居住先の遍歴が間取りと値段とともに書かれていて、結果的に1970年代から1980年代の当時の暮らしの一端を知る参考になる貴重な資料となっている。
- ナミフクDMサービスの"ナミフク"は、作者が大ファンである中島みゆきのファンクラブの略である。